# Improphantes biconicus
Improphantes biconicus là một loài nhện trong họ Linyphiidae.
Loài này thuộc chi Improphantes. Improphantes biconicus được Andrei V. Tanasevitch miêu tả năm 1992.